# Jan Swammerdam
Jan Swammerdam (12 février 1637 à Amsterdam – 17 février 1680 à Amsterdam) est un naturaliste néerlandais, pionnier de l'usage du microscope en biologie.
Il a ainsi découvert les différentes phases de la vie d'un insecte - œuf, larve, nymphe et adulte. Dans le cadre de ses recherches anatomiques, il a réalisé des expériences sur la contraction musculaire. En 1658, il fut le premier à observer et à décrire les globules rouges.

## Biographie
Son père, apothicaire à Amsterdam, collectionne tout ce que les vaisseaux ramènent des Indes. Le fils est renfermé : il a l'idée de faire un catalogue de la collection de son père et il se passionne pour les insectes.
En 1658, il donne la première description d'un globule rouge.
En 1661, il part étudier à l'université de Leyde, où il a comme maître Franz de le Boë (« Franciscus Sylvius ») et comme condisciples Frederik Ruysch, Reinier de Graaf et Niels Stensen. Il montre à Stensen, avec une sorte de pléthysmographe, que les muscles ne changent pas de volume quand ils sont contractés. Il passe une année à Saumur et Paris, où il entre en contact avec Melchisédech Thévenot. De retour en Hollande, il collabore avec Gerhard Blasius à Amsterdam (il est membre du cercle où se côtoient Blasius, Matthias Slade et Johannes de Raey (en)), puis avec J. Van Horne à Leyde.
Grâce au microscope – ses instruments étaient probablement fabriqués par son ami Johan Hudde, mathématicien et spécialiste de l'optique –, il découvre la métamorphose des insectes.
Médecin, Swammerdam semble ne jamais avoir exercé son art, vivant des rentes de son père puis de son héritage.
Swammerdam avait toujours été d'une religiosité qui faisait parfois craindre pour sa santé mentale. Vers la fin de sa vie, il devient un disciple de la mystique Antoinette Bourignon. Convaincu que ses études servent non la gloire de Dieu, mais sa curiosité personnelle, il tente de brûler tous ses manuscrits,. L’anatomiste Sténon a tâché de l’éloigner d’Antoinette Bourignon pour le convertir au catholicisme. Pauvre, malade depuis longtemps, il s'enferme chez lui et meurt en 1680. Sa tombe se trouve dans l'église wallonne d'Amsterdam. Il avait légué ses manuscrits à son ami le Français Melchisédech Thévenot.
Antoine van Leeuwenhoek poursuivra ses travaux en biologie cellulaire.

## Contributions

### Étude des insectes
Swammerdam a joué un rôle essentiel dans la connaissance des insectes. Il s'est catégoriquement opposé à la notion de génération spontanée. Très influencé par René Descartes et son Discours de la méthode, dont la philosophie naturelle a été largement adoptée par les intellectuels néerlandais, il était persuadé que la nature obéissait à des lois fixes, donc pouvait être expliquée rationnellement.
Convaincu que la génération de toutes les créatures obéissait aux mêmes lois, il entreprit d'étudier celle des insectes, après avoir découvert que le « roi » des abeilles était en réalité une reine, ayant trouvé des œufs à l'intérieur de l'insecte.
Courant 1669, visité par Cosme II de Médicis, il lui montra qu'à l'intérieur d'une chenille, on pouvait voir les membres et les ailes du futur papillon (ce qu'on appellera plus tard le disque imaginal).
Fin 1669 il publie en néerlandais Algemeene verhandeling van de bloedeloose dierkens, qui résume son étude des insectes qu'il a collectés en France et dans les environs d'Amsterdam. Il y réfute la conception aristotélicienne universellement admise selon laquelle les insectes n'ont pas d'anatomie interne, mais également la notion de génération spontanée, soutenant que tous les insectes proviennent d'œufs, que leurs membres croissent et se développent lentement, abolissant la distinction entre les insectes et les soi-disant « animaux supérieurs ».
Swammerdam réfute la notion de « métamorphose » telle que la concevait Aristote dans son traité De la génération des animaux, encore admise par William Harvey et ses contemporains, selon laquelle les différents stades de vie d'un insecte sont des individus différents, alors que les biologistes modernes parlent de la métamorphose comme la succession des étapes du cycle de vie de l'insecte.

## Œuvres
- Bible de la Nature, 1673
  - En latin et en néerlandais
    - Biblia naturæ : sive, Historia insectorum in classes certas redacta, trad. Hieronimus David Gaubius, préf. Herman Boerhaave, t. 1, Leyde, 1737
    - Biblia naturæ : sive, Historia insectorum in classes certas redacta, t. 2, Leyde, 1738

  - (de) Bibel der Natur, Leipzig, 1752
- (la) Tractatus physico-anatomico-medicus, de respiratione usuque pulmonum, 2e  éd., Leyde, Conrad Wishoff, 1738 — Une dissertation d'Albrecht von Haller a été ajoutée à ce volume.
- (la) Miracvlvm Natvræ Sive Uteri Muliebris Fabrica : notis in D. Joh. van Horne prodromum illustrata, & tabulis … adumbrata. Adjecta est nova methodus, cavitates corporis ita præparandi, ut suam semper genuinam faciem servent …, Leyde, Matthæus, 1672 Miraculum naturae sive uteri muliebris fabrica.

Miraculum naturae sive uteri muliebris fabrica.

  - Édition de 1679, Leyde, Boutesteyn
- La vie de l'éphémère
  - « Les histoires naturelles de l'éphémère et du cancellus ou bernard-l'ermite », dans Melchisédech Thévenot, Recueil de voyages de Mr. Thévenot, 1681
  - (en) Ephemeri vita, or, The natural history and anatomy of the ephemeron, a fly that lives but five hours, trad. Edward Tyson, Londres, 1681 — Reproduction, 2002[14]
- Histoire générale des insectes
  - Histoire générale des insectes : où l'on expose clairement la manière lente presqu'insensible de l'accroissement de leurs membres, où l'on découvre évidemment l'erreur où l'on tombe d'ordinaire au sujet de leur prétendue transformation, trad. du néerlandais, Utrecht, 1682Swammerdam prend position dans le débat qui oppose l'épigénèse à la théorie de la préformation.
  - (la) Historia insectorum generalis, trad. du néerlandais par Heinrich Christian von Hennin[15], Leyde, 1685

Swammerdam est l'auteur de notes accompagnant une dissertation de Van Horne sur les organes sexuels.

### Recueils d'œuvres en ligne
- Ouvrages de Swammerdam numérisés — SCD de l'université de Strasbourg

### Correspondance
- Il y a 172 lettres à l'université d'Oxford[16]. Voir Eric Jorink, Annemarie Nelissen et Floor Haalboom (éd.), The correspondence of Jan Swammerdam (1664-1680), qui constitue le volume 5 de la série Tools and Sources for the History of Science in the Netherlands[17].

### Postérité
On lui doit le terme zymosimètre.

#### Éponymie
- On a donné son nom aux Swammerdamia, des Lepidoptera.
- L'astéroïde Swammerdam, de la Ceinture principale, rappelle également sa mémoire.

#### Dans la fiction
- Swammerdam et son continuateur Leeuwenhoek sont les héros d'un conte d'E. T. A. Hoffmann, Maître Puce.